# Spantekow
Spantekow település Németországban, Mecklenburg-Elő-Pomeránia tartományban. Lakosainak száma 1097 fő (2023. december 31.).

## Népesség
A település népességének változása:
| Lakosok száma | 1102 | 1089 | 1096 | 1112 | 1097 |
|               | 2017 | 2019 | 2021 | 2022 | 2023 |